# Ramatuelle
Pour le botaniste du XVIIIe siècle, voir Thomas d'Audibert de Ramatuelle.
Ramatuelle est une commune française du département du Var, en région Provence-Alpes-Côte d'Azur. Elle est située sur la presqu'île de Saint-Tropez. La plage de Pampelonne, le cap Taillat et le cap Camarat constituent sa façade maritime.

## Géographie

### Localisation
La commune est à 10,1 km de Saint-Tropez et 39,5 de Fréjus.
Situé en Provence dans le département du Var, le territoire de Ramatuelle est séparé du reste du canton de Sainte-Maxime par un  arc de collines boisées qui en font un bassin versant isolé.  Ce territoire comprend deux plaines littorales, un rivage de plus de 16 kilomètres constitué de la vaste plage de Pampelonne, d'autres plages plus réduites, et des caps Camarat et Taillat (celui-ci pour moitié avec la commune voisine de La Croix-Valmer). Le village, typique des sites perchés défensifs, s'élève sur un contrefort de la colline de Paillas à une altitude d'environ 130 mètres au sud de Saint-Tropez. Il domine la baie de Pampelonne et la plaine viticole.

### Communes limitrophes
Les communes limitrophes sont  Gassin, La Croix-Valmer et Saint-Tropez.
| Gassin          | Gassin           | Saint-Tropez     |
| La Croix-Valmer | Ramatuelle       | mer Méditerranée |
| La Croix-Valmer | mer Méditerranée | mer Méditerranée |

### Géologie et relief
La consultation de la carte géologique et de sa notice montrent :

#### Soubassement

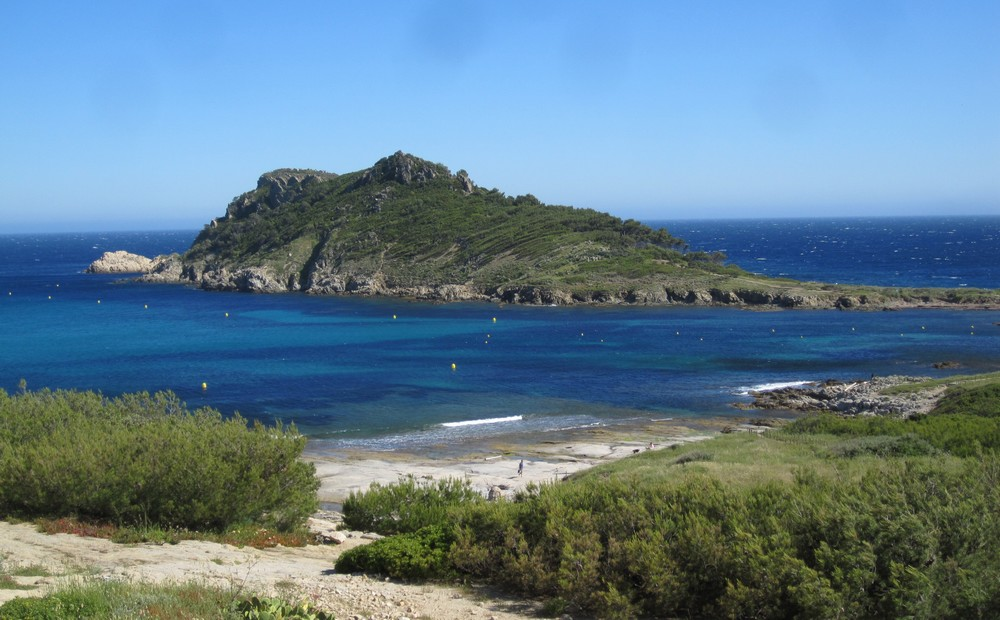
Le cap Taillat.

Les roches du substratum affleurant sur la commune de Ramatuelle, comme dans l'ensemble de la presqu'île de Saint-Tropez, appartiennent au « socle primaire » provençal. Ce sont des roches christalophyliennes, constituants des massifs des Maures et de l'Esterel.
Situés à l'est d'une grande faille nord-sud ou « accident de Grimaud, Moulins de Paillas » les faciès observables sur les terrains de la commune sont essentiellement constitués de gneiss plus ou moins feldspathiques et de granite.
Les gneiss : ce sont des roches de faciès hétérogènes, parfois micashisteux toujours fortement feldspathiques. Très localement le faciès devient anatectique. Les phénoblastes de feldspaths, parfois abondant, donnent des gneiss œillés (Embréchites) bien visibles dans le secteur de Pampelonne. En bordure de mer, dans la zone du cap Pinet et du Capon s'observent des bancs et amygdales de pegmatites et des alternances de lits de quelques millimètres à quelques décimètres de gneiss fins et de micaschistes feldspathiques
La variabilité de ces faciès de gneiss peut-être interprétée comme le résultat d'une hétérogénéité des matériaux originels, car le degré de métamorphisme, assez poussé (mésozone), est par ailleurs sensiblement le même pour ces différentes roches.
Le granite de Camarat : Il affleure du cap Camarat à l'Escalet en une bande est-ouest. C'est un granite à grain moyen riche en quartz et micas (muscovite et biotite). Fortement diaclasé et discordant par rapport à la structure principale ce granite est intrusif dans les gneiss que l'on retrouve localement sous forme d'enclaves. Son âge n'est pas connu.

#### Sismicité
Il existe trois zones de sismicité dans le Var : la zone 0 à risque négligeable (c'est le cas de bon nombre de communes du littoral varois, ainsi que d’une partie des communes du centre Var ; malgré tout, ces communes ne sont pas à l’abri d’un effet tsunami, lié à un séisme en mer) ; la zone 1a à risque très faible (concerne essentiellement les communes comprises dans une bande allant de la montagne Sainte-Victoire au massif de l'Esterel) ; la zone 1b à risque faible (ce risque, le plus élevé du département mais qui n'est pas le plus haut de l'évaluation nationale, concerne vingt-et-une communes du nord du département). La commune de Ramatuelle est en zone sismique de très faible risque 1a.

### Hydrographie et eaux souterraines
La commune est arrosée par plusieurs ruisseaux côtiers sans source ni alimentation permanente, ils jouent périodiquement un rôle important lors des orages. Les principaux sont du sud vers le nord :
- la Liquette[5] ;
- le Gros Vallat, ruisseau le plus important de la commune ;
- l'Oumède[6] ;
- les Baraques ;
- la Mattarane ;
- le Beauqui[7] ;
- le Pascati[8] ;
- le Tahiti[9] ;
- les Mares ;
- la Rouillère ;
- le Pinet.

Les ruisseaux de la Rouillère et les Mares se prolongent sur la commune de Gassin. La Liquette se jette dans le Gros-Vallat. Les autres ruisseaux ont leurs embouchures réparties le long de la plage de Pampelonne.

### Climat
Pour des articles plus généraux, voir Climat de Provence-Alpes-Côte d'Azur et Climat du Var.
En 2010, le climat de la commune est de type climat méditerranéen franc, selon une étude du Centre national de la recherche scientifique s'appuyant sur une série de données couvrant la période 1971-2000. En 2020, Météo-France publie une typologie des climats de la France métropolitaine dans laquelle la commune est exposée à un climat méditerranéen et est dans la région climatique Var, Alpes-Maritimes, caractérisée par une pluviométrie abondante en automne et en hiver (250 à 300 mm en automne), un très bon ensoleillement en été (fraction d’insolation > 75 %), un hiver doux (8 °C) et peu de brouillards.
Pour la période 1971-2000, la température annuelle moyenne est de 15,7 °C, avec une amplitude thermique annuelle de 14,2 °C. Le cumul annuel moyen de précipitations est de 838 mm, avec 7 jours de précipitations en janvier et 1,4 jours en juillet. Pour la période 1991-2020, la température moyenne annuelle observée sur la station météorologique de Météo-France la plus proche, « Cogolin_sapc », sur la commune de Cogolin à 8 km à vol d'oiseau, est de 15,6 °C et le cumul annuel moyen de précipitations est de 958,0 mm. 
La température maximale relevée sur cette station est de 42 °C, atteinte le 22 août 2023 ; la température minimale est de −9,5 °C, atteinte le 30 décembre 2005,,.
Les paramètres climatiques de la commune ont été estimés pour le milieu du siècle (2041-2070) selon différents scénarios d'émission de gaz à effet de serre à partir des nouvelles projections climatiques de référence DRIAS-2020. Ils sont consultables sur un site dédié publié par Météo-France en novembre 2022.

## Urbanisme

### Typologie
Au 1er janvier 2024, Ramatuelle est catégorisée commune rurale à habitat dispersé, selon la nouvelle grille communale de densité à sept niveaux définie par l'Insee en 2022.
Elle appartient à l'unité urbaine de Saint-Tropez, une agglomération intra-départementale regroupant trois  communes, dont elle est une commune de la banlieue,,. Par ailleurs la commune fait partie de l'aire d'attraction de Saint-Tropez, dont elle est une commune de la couronne,. Cette aire, qui regroupe 3 communes, est catégorisée dans les aires de moins de 50 000 habitants,.
La commune, bordée par la mer Méditerranée, est également une commune littorale au sens de la loi du 3 janvier 1986, dite loi littoral. Des dispositions spécifiques d’urbanisme s’y appliquent dès lors afin de préserver les espaces naturels, les sites, les paysages et l’équilibre écologique du littoral, tel le principe d'inconstructibilité, en dehors des espaces urbanisés, sur la bande littorale des 100 mètres, ou plus si le plan local d’urbanisme le prévoit.

### Occupation des sols

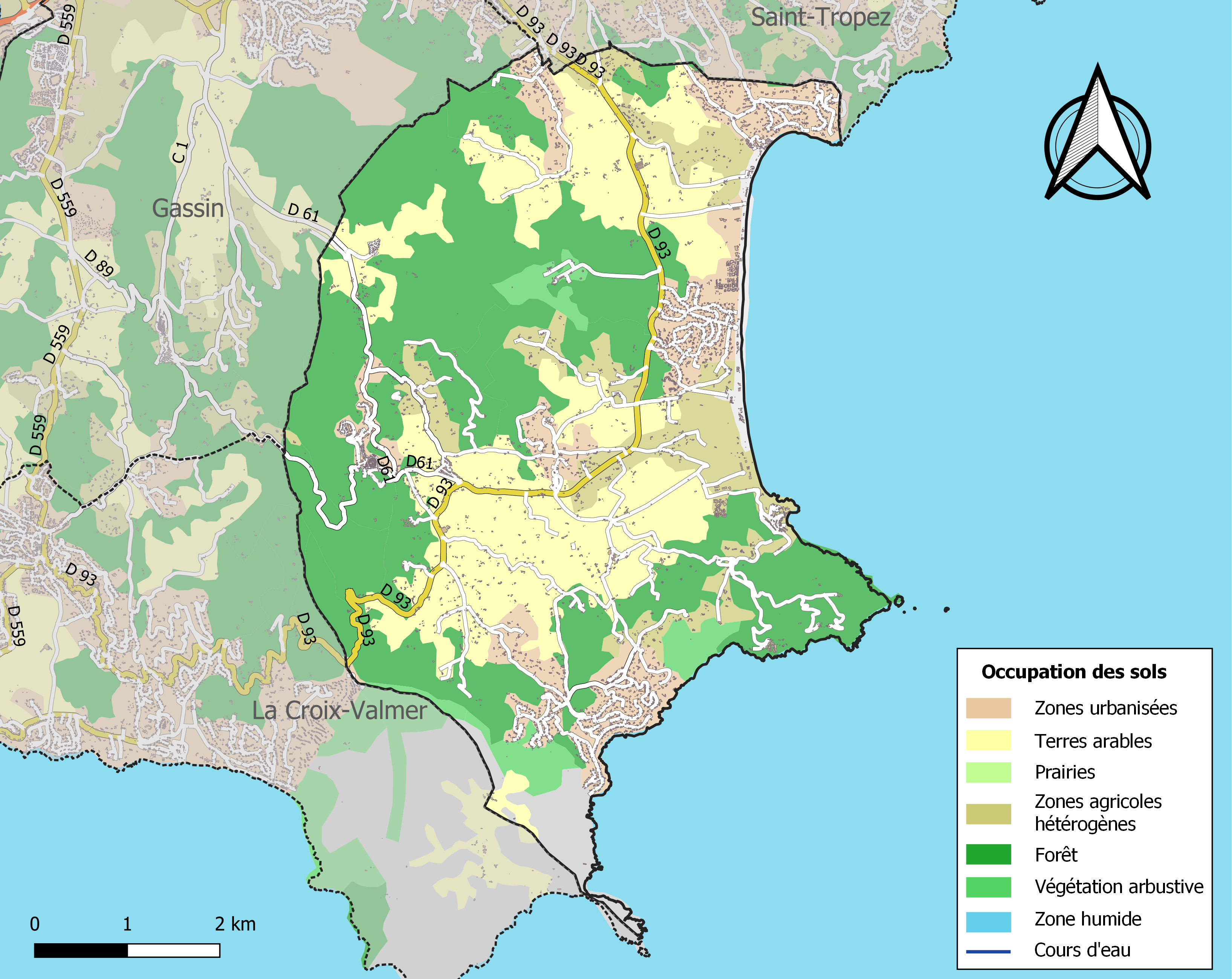
Carte des infrastructures et de l'occupation des sols de la commune en 2018 (CLC).

Le tableau ci-dessous présente l'occupation des sols détaillée de la commune en 2018, telle qu'elle ressort de la base de données européenne d’occupation biophysique des sols Corine Land Cover (CLC).
| Type d’occupation                                                                   | Pourcentage | Superficie (en hectares) |
| ----------------------------------------------------------------------------------- | ----------- | ------------------------ |
| Tissu urbain discontinu                                                             | 13,4 %      | 470                      |
| Vignobles                                                                           | 27,6 %      | 967                      |
| Systèmes culturaux et parcellaires complexes                                        | 5,1 %       | 179                      |
| Surfaces essentiellement agricoles interrompues par des espaces naturels importants | 5,5 %       | 193                      |
| Forêts de feuillus                                                                  | 4,9 %       | 170                      |
| Forêts de conifères                                                                 | 10,0 %      | 352                      |
| Forêts mélangées                                                                    | 26,9 %      | 944                      |
| Pelouses et pâturages naturels                                                      | 0,2 %       | 8                        |
| Végétation sclérophylle                                                             | 2,1 %       | 75                       |
| Forêt et végétation arbustive en mutation                                           | 0,9 %       | 32                       |
| Plages, dunes et sable                                                              | 0,8 %       | 29                       |
| Zones incendiées                                                                    | 2,2 %       | 77                       |
| Mers et océans                                                                      | 0,4 %       | 13                       |
| Source : Corine Land Cover                                                          |             |                          |

### Lieux-dits, hameaux et écarts

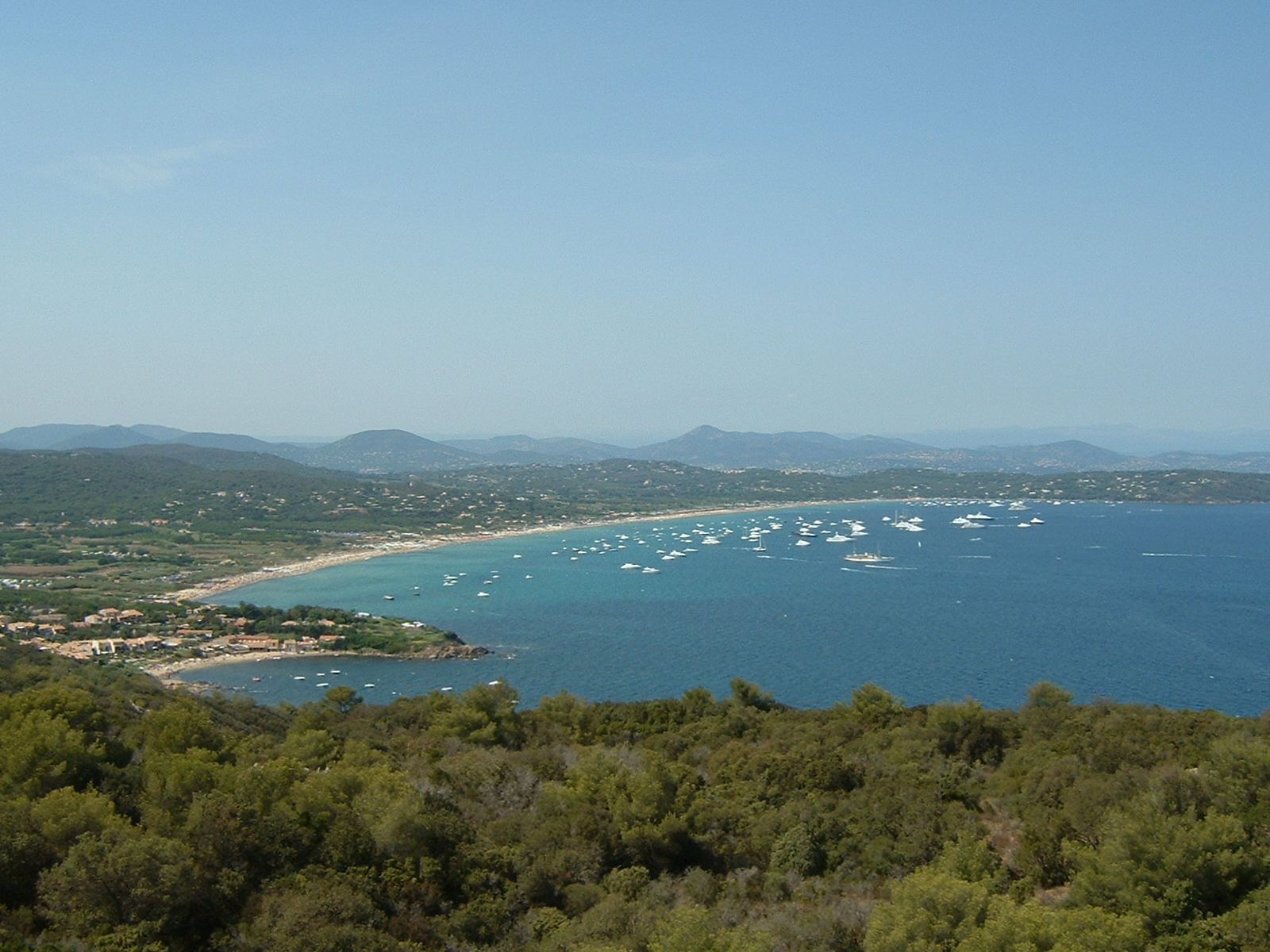
Pampelone et Bonne Terrasse.

Ramatuelle compte plusieurs lieux-dits et hameaux :
- Pampelonne et sa célèbre plage ;
- Salagrue ;
- l'Oumède ;
- Bonne Terrasse ;
- Val de Pons ;
- le Pébriet ;
- les Combes-Jauffret.

### Voies de communication et transports

#### Voies routières
Le village de Ramatuelle est accessible par la route départementale RD 61 depuis Gassin, et la route départementale RD 93 depuis La Croix-Valmer et Saint-Tropez. Cette dernière dessert une grande partie des plages de la commune. La sortie de l'autoroute A8 la plus proche est la  36 Le Muy, via la route départementale RD 25 jusqu'à Sainte-Maxime et la route départementale RD 559, jusqu'à Gassin.

#### Voies ferroviaires
Les gares TGV les plus proches sont :
- celle de Arcs en Provence,
- et la gare de Saint-Raphaël.

#### Transports aériens
Les aéroports les plus proches sont :
- l'aéroport de Toulon-Hyères ;
- l'aéroport de Nice-Côte d'Azur;
- l'aéroport du Golfe de St Tropez - La Môle.

Ramatuelle est la commune de la Presqu'île de Saint Tropez qui comprend le nombre d'hélisurfaces (plateforme destinée à recevoir occasionnellement des hélicoptères, en dehors des aérodromes) le plus élevé. En quelques années, la Presqu'île de Saint Tropez serait devenue pendant la saison estivale, le plus important héliport d'Europe.

#### Ports
- Ports en Provence-Alpes-Côte d'Azur :
  - Rade de Toulon,
  - Port d'Antibes
  - Port Lympia (port de Nice),
  - Port Hercule (Port de Monaco).

#### Transports en commun
Quatre lignes de bus sont disponibles : trois lignes scolaires reliant la commune aux différentes écoles de Ramatuelle et Gassin ; une ligne régulière entre Ramatuelle, Gassin et Saint-Tropez.

## Toponymie
Certains ouvrages du XVIIIe siècle, donc obsolètes pour l'essentiel en ce qui concerne la toponymie, attribuent le nom de Ramatuelle aux Camatulliques (Camatullici) peuple du territoire de Toulon jusqu'au golfe de Grimaud qui aurait été mentionné par Pline sous le nom de regio Camatullicorum et dont Ramatuelle aurait gardé le nom. Cependant le passage de C- initial à R- initial fait difficulté. En outre,
Pline parle également de regio Camactulicorum. Une autre hypothèse du XVIIIe siècle fait de Ramatuelle  soit une formation toponymique latine basée sur rama « rame » ou grecque, sur cama « travail pénible, labeur forcé, peine ». En ce cas, il manque l'explication de l'élément -tuelle qui est inanalysable. En outre, le terme latin qui désigne la rame est remus et non *rama. Évariste Lévi-Provençal fait procéder le toponyme Ramatuelle de l'arabe Rahmat-ûllah « miséricorde divine ». En effet, Ramatuelle et toute la péninsule de Saint-Tropez fut sous domination arabo-musulmane de 890 à 972. Les Arabes connaissent deux lieux de la région sous les noms de Jabal al-Qilâl « montagne des cimes » et de Farakhshinit, forme arabisée du bas latin FRAXINETU « frênaie », à mettre en relation avec le second élément de la Garde-Freinet.
En revanche, les toponymistes (Albert Dauzat, Charles Rostaing, Ernest Nègre, etc.) n'ont pas analysé l'origine du nom de Ramatuelle,, ce qui signifie implicitement qu'ils rejettent les hypothèses précédentes et ne disposent pas d'assez d'éléments pour pouvoir proposer une explication pertinente. Pourtant, Ernest Nègre écrit : « [Les Arabes] ont aussi tenu des repaires sur la côte provençale comme la Garde-Freinet, il est donc possible de leur attribuer la dénomination de quelques noms de lieux. Mais la plupart des hypothèses faites dans ce sens manquent de sérieux. ». C'est la raison pour laquelle il ne reprend pas l'hypothèse formulée par Évariste Lévi-Provençal.
Ainsi, l'élément toponymique -Freinet (de Fraxineto vers 993) est directement issu du terme roman, variante contractée de fraissinet qui signifie « frênaie » en occitan.
La finale provençale -ella (équivalente au français -elle) s'analyse a priori comme le suffixe diminutif féminin gallo-roman -ELLA, d'origine latine. Le radical Ramatu- est obscur et s'explique peut-être par le substrat ligure, langue fort mal connue, mais qui est probablement à l'origine d'une certaine spécificité de la toponymie provençale par rapport à celle du reste de la Gaule (par exemple Manosque, Venasque, Branoux, Cimiez, etc.). Dans ce cas, cette terminaison pourrait représenter un suffixe -élu confondu par analogie avec le suffixe diminutif latin -ellu(m). On pense reconnaître -élu dans le nom de Cimiez (grec Kemenelon, latin Cemenelum),  et Charles Rostaing précise qu'il n'est attesté sûrement que dans ce dernier.

## Histoire

### Préhistoire
Un des dolmens du Var les plus proches du bord de mer se trouve sur la commune de Ramatuelle dans la baie de la Briande. Le dolmen de la Briande est situé sur la partie ouest de la presqu'île du cap Taillat à deux ou trois mètres au-dessus du niveau de la mer. Datant de la fin du Néolithique il est constitué de dalles de schistes plantées dans le sol, seules vestiges de la chambre funéraire, la porte et le couloir ayant été détruits. Fouillé en 1939 et en 1958 le site a livré de l'outillage : pointes de flèches, haches polies etc. Les débris de poteries y sont abondants. On y a aussi trouvé des pendeloques en quartz, des perles de roches vertes et des débris humains. Les archéologues en ont déduit que le cap Taillat était à cette époque lointaine habité par des pêcheurs.

### Antiquité
La zone est peuplée par une tribu celto-ligure nommée Camatullique, avant d'être colonisée par les Romains. Ils installent deux fermes près de la plage de Pampelonne, la ferme des Baraques et celle des Salettes, qui possèdent toujours des éléments architecturaux romains. La mer s'engouffrait à cette époque jusqu'à cette petite colonie,.

### Moyen Âge
Au IXe siècle, la région est occupée par les Sarrasins durant quatre-vingt deux ans. Ils laissent peu de traces architecturales, mais on leur doit peut-être quelques toponymes comme le nom de Ramatuelle (voir la rubrique Toponymie). Les Sarrasins sont chassés par le comte Guillaume de Provence dit le Libérateur et en 1056, le territoire de Ramatuelle est cédé à l’abbaye de Saint-Victor de Marseille qui entreprend la reconstruction du village. Les restes de muraille actuellement visibles datent de cette période.
La guerre de l'Union d'Aix est une période de troubles pour le village où de 1389 à 1399, la région connaît ravages et pillages de la part des troupes de Raimond de Turenne, connu sous le nom de Fléau de Provence.

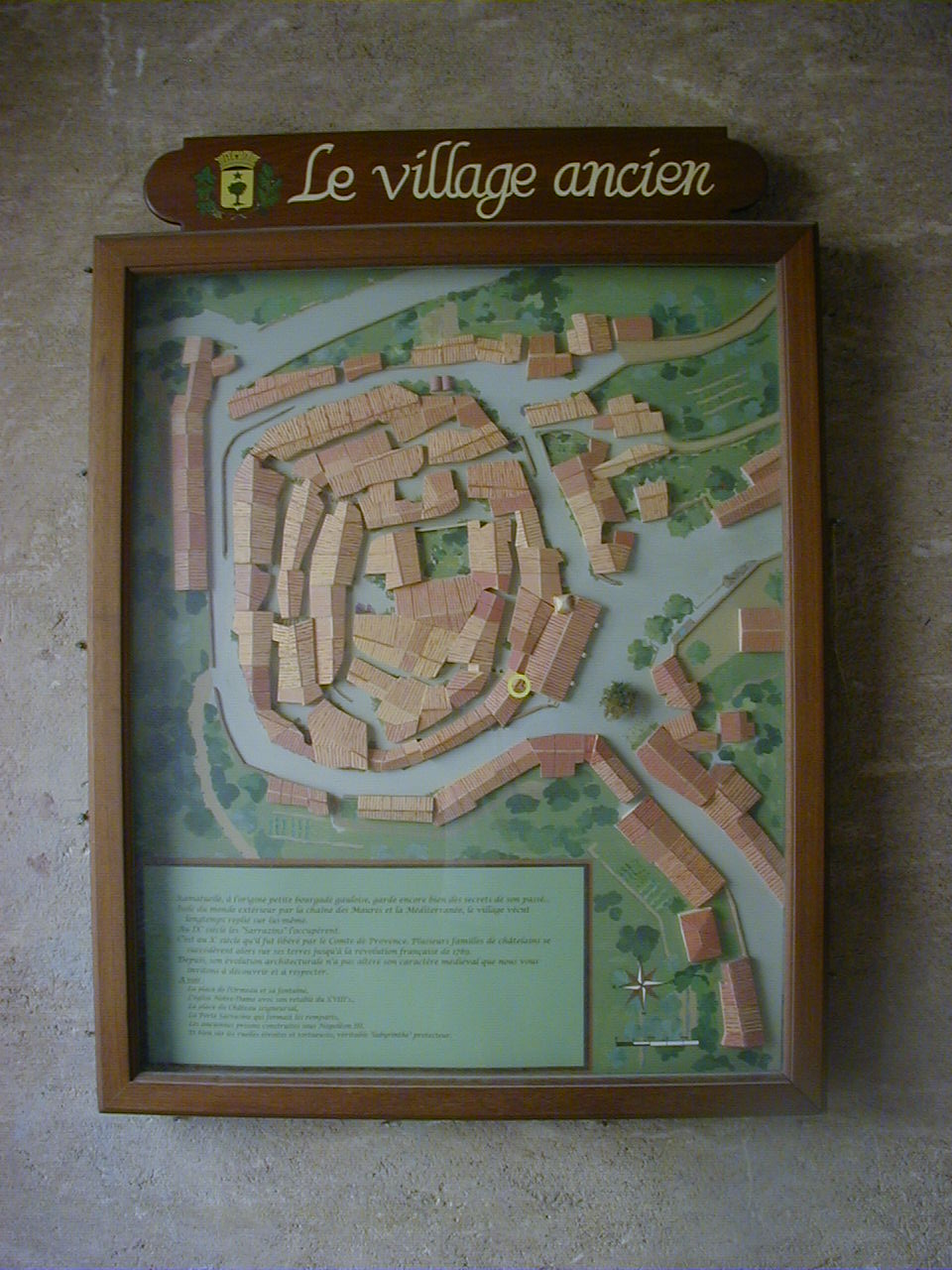
Plan du village concentrique.

Au XVe siècle, les habitants de la région, effrayés par les incursions barbaresques, se retranchent sur les hauteurs de manière à se protéger des attaques pirates et afin de scruter au loin les bateaux qui s’approchent des côtes.

### Renaissance
Au cours des guerres de Religion, Ramatuelle est une place-forte de la ligue catholique du comte de Carcès qui s'oppose à la légitimité du roi « protestant » Henri IV. Le village est assiégé en 1592 par la milice de Saint-Tropez qui rase le village. On rapporte que les villageois à court de munitions, lancèrent des ruches d'abeilles aux assaillants fidèles au roi.
En 1620, le village est entièrement reconstruit, seuls quelques éléments de la muraille, dont la porte sarrasine et le clocher de l'église qui est une ancienne tour-de-guet, datent d'avant la reconstruction,.

### Période moderne
Jusqu'en 1855, la structure du village semble inchangée depuis deux siècles, construit de manière concentrique sur les hauteurs et densément peuplé, tandis que la plaine reste quasiment vierge de construction, à l'exception de quelques granges. Ensuite le village se développe par des infrastructures publiques (mairie, lotissements, école, routes...). Dès le début du XXe siècle, de profonds changements socio-culturels ont lieu. La polyculture fait place à la culture intensive de la vigne et le tourisme se développe.

### Période contemporaine

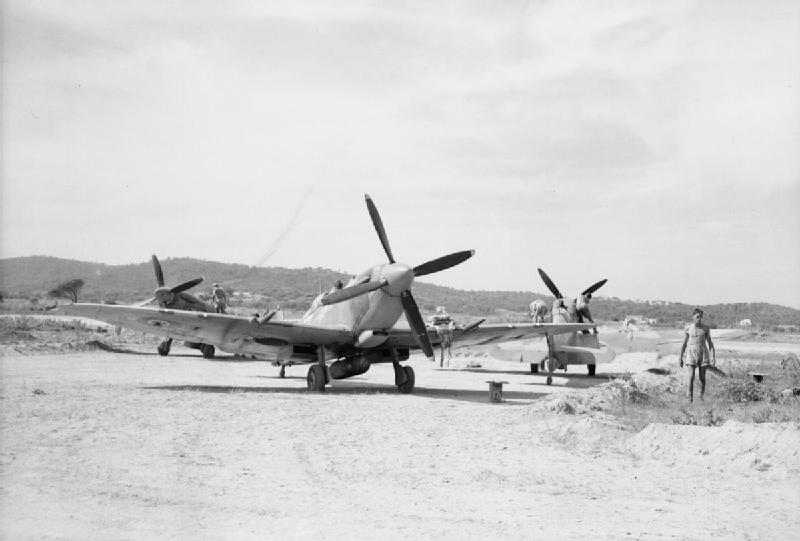
Avion de la RAF sur la base provisoire de Ramatuelle en 1944.

Durant la Seconde Guerre mondiale, la région est occupée successivement par les Italiens puis les Allemands. Un groupe de résistants ramatuellois se distingue notamment en assurant l'exfiltration d'agents spéciaux débarqués du submersible Casabianca provenant d'Alger. La plage de Pampelonne est au cœur du débarquement de Provence, l'arrière-pays est profondément ravagé pour permettre l'installation d'une base militaire, comprenant une piste d'atterrissage. Après-guerre, il faudra plusieurs années pour déminer la plage, restaurer les routes et reconstituer les vignobles.
Dans la seconde moitié du XXe siècle, l'urbanisation de la plaine explose, notamment par la construction de maisons secondaires.
Dans les années 1970, un terrain de la commune est au centre d'un scandale politico-financier, dit affaire de Ramatuelle, qui déclencha par la suite l'affaire Robert Boulin.

## Politique et administration

### Intercommunalité
Depuis le 1er janvier 2013, la commune de Ramatuelle fait partie de la communauté de communes du golfe de Saint-Tropez.

### Finances communales
| Taxe                                                | part communale | Part intercommunale | Part départementale | Part régionale |
| --------------------------------------------------- | -------------- | ------------------- | ------------------- | -------------- |
| Taxe d'habitation (TH)                              | 6,95 %         | 0,00 %              | 6,15 %              | 0,00 %         |
| Taxe foncière sur les propriétés bâties (TFPB)      | 6,74 %         | 0,00 %              | 7,43 %              | 2,36 %         |
| Taxe foncière sur les propriétés non bâties (TFPNB) | 23,66 %        | 0,00 %              | 23,44 %             | 8,85 %         |
| Taxe professionnelle (TP)                           | 6,74 %*        | 0,00 %              | 8,55 %              | 3,84 %         |

#### Budget et fiscalité 2020
En 2020, le budget de la commune était constitué ainsi :
- total des produits de fonctionnement : 13 170 000 €, soit 6 224 € par habitant ;
- total des charges de fonctionnement : 9 282 000 €, soit 4 386 € par habitant ;
- total des ressources d'investissement : 10 163 000 €, soit 4 803 € par habitant ;
- total des emplois d'investissement : 8 742 000 €, soit 4 131 € par habitant ;
- endettement : 9 346 000 €, soit 4 417 € par habitant.

Avec les taux de fiscalité suivants :
- taxe d'habitation : 15,72 % ;
- taxe foncière sur les propriétés bâties : 7,68 % ;
- taxe foncière sur les propriétés non bâties : 26,10 % ;
- taxe additionnelle à la taxe foncière sur les propriétés non bâties : 0,00 % ;
- cotisation foncière des entreprises : 0,00 %.

Chiffres clés Revenus et pauvreté des ménages en 2018 : médiane en 2018 du revenu disponible, par unité de consommation : 24 170 €.

### Jumelages
- Samatan (Gers) (France).

## Équipements et services publics

### Enseignement
171 élèves sont scolarisés à Ramatuelle, qui dispose de deux établissements : une école maternelle (deux classes) et une école élémentaire (cinq classes).
Les collégiens se rendent à Saint-Tropez et les lycéens se rendent à Gassin.

### Santé
Deux médecins, une pharmacie et une infirmière sont installés sur la commune. 
- L'hôpital le plus proche est à Gassin.
- Centre hospitalier intercommunal Fréjus-Saint-Raphaël.

## Population et société

### Démographie

#### Évolution démographique
L'évolution du nombre d'habitants est connue à travers les recensements de la population effectués dans la commune depuis 1793. Pour les communes de moins de 10 000 habitants, une enquête de recensement portant sur toute la population est réalisée tous les cinq ans, les populations de référence des années intermédiaires étant quant à elles estimées par interpolation ou extrapolation. Pour la commune, le premier recensement exhaustif entrant dans le cadre du nouveau dispositif a été réalisé en 2006.

En 2022, la commune comptait 1 889 habitants, en évolution de −9,05 % par rapport à 2016 (Var : +4,98 %, France hors Mayotte : +2,11 %).
| 1793 | 1800 | 1806 | 1821 | 1831 | 1836 | 1841 | 1846 | 1851 |
| ---- | ---- | ---- | ---- | ---- | ---- | ---- | ---- | ---- |
| 600  | 381  | 485  | 568  | 620  | 647  | 640  | 585  | 602  |

| 1856 | 1861 | 1866 | 1872 | 1876 | 1881 | 1886 | 1891 | 1896 |
| ---- | ---- | ---- | ---- | ---- | ---- | ---- | ---- | ---- |
| 616  | 615  | 640  | 665  | 684  | 781  | 825  | 771  | 775  |

| 1901 | 1906 | 1911 | 1921 | 1926 | 1931 | 1936 | 1946 | 1954 |
| ---- | ---- | ---- | ---- | ---- | ---- | ---- | ---- | ---- |
| 800  | 803  | 774  | 781  | 872  | 803  | 769  | 762  | 848  |

| 1962 | 1968  | 1975  | 1982  | 1990  | 1999  | 2006  | 2011  | 2016  |
| ---- | ----- | ----- | ----- | ----- | ----- | ----- | ----- | ----- |
| 990  | 1 253 | 1 209 | 1 762 | 1 945 | 2 131 | 2 271 | 2 127 | 2 077 |

| 2021  | 2022  | - | - | - | - | - | - | - |
| ----- | ----- | - | - | - | - | - | - | - |
| 1 963 | 1 889 | - | - | - | - | - | - | - |

#### Pyramide des âges
La population de la commune est relativement âgée. En 2018, le taux de personnes d'un âge inférieur à 30 ans s'élève à 22,3 %, soit un taux inférieur à la moyenne départementale (30,2 %). À l'inverse, le taux de personnes d'un âge supérieur à 60 ans (37,5 %) est supérieur au taux départemental (32,5 %).
En 2018, la commune comptait 1 012 hommes pour 1 067 femmes, soit un taux de 51,32 % de femmes, inférieur au taux départemental (51,95 %).
Les pyramides des âges de la commune et du département s'établissent comme suit :
| Hommes | Classe d’âge | Femmes |
| ------ | ------------ | ------ |
| 1,2    | 90 ou +      | 1,7    |
| 9,7    | 75-89 ans    | 11,2   |
| 24,0   | 60-74 ans    | 26,9   |
| 22,5   | 45-59 ans    | 23,4   |
| 17,9   | 30-44 ans    | 16,6   |
| 12,0   | 15-29 ans    | 9,3    |
| 12,7   | 0-14 ans     | 10,9   |

| Hommes | Classe d’âge | Femmes |
| ------ | ------------ | ------ |
| 1      | 90 ou +      | 2,3    |
| 10,1   | 75-89 ans    | 12,6   |
| 19,7   | 60-74 ans    | 21     |
| 20     | 45-59 ans    | 19,9   |
| 17,3   | 30-44 ans    | 16,7   |
| 15,4   | 15-29 ans    | 13,2   |
| 16,4   | 0-14 ans     | 14,3   |

### Manifestations culturelles et festivités
Depuis 1985, un festival de théâtre est organisé, sous l'initiative de Jean-Claude Brialy. Deux autres festivals d'été sont organisés sur la commune : un festival de jazz et un festival de musique classique.

### Sports et loisirs
La commune compte de nombreuses associations sportives, les plus importantes étant le Football Club de Ramatuelle (FCR) et le Tennis Club de Ramatuelle (TCR).

### Cultes
La paroisse Notre-Dame de l'Assomption, de confession catholique, fait partie du diocèse de Fréjus-Toulon, doyenné de Saint-Tropez.

## Économie
L'économie de Ramatuelle est essentiellement centrée sur deux activités : le tourisme et l'agriculture.

### Tourisme
Le tourisme à Ramatuelle s'est développé grâce à ses attraits naturels, aux possibilités de loisirs et d’animations et à une offre culturelle, la notoriété de la plage de Pampelonne, y contribuant, propulsant la commune dans les premières places du palmarès des villes les plus surfréquentées par rapport à leur population. Comme dans d'autres communes du Golfe de Saint-Tropez où le Conservatoire du littoral, propriétaire des espaces remarquables s'est inquiété, Roland Bruno, maire de Ramatuelle pour que des accès à la nature comme le sentier du littoral soient mieux piétonnisés.
La capacité d'accueil de la commune est importante, avec 376 chambres, dans 14 hôtels et 2635 emplacements, dans 7 campings, complétant la principale source d'hébergements l'été: environ 75 % des 3490 logements de la commune sont des résidences secondaires.

### Agriculture
Les premières traces de cultures de la vigne à Ramatuelle remonte à l'Antiquité, avec des implantations grecques. Partiellement détruit durant la Seconde Guerre mondiale, notamment lors du débarquement de Provence, le vignoble a été remanié, vers l'obtention de l'AOC en 1946. La commune compte aujourd'hui une cave coopérative et cinq domaines viticoles.

## Culture locale et patrimoine

### Patrimoine civil
La commune compte de nombreux éléments patrimoniaux :
- Le dolmen du cap Taillat, datant de 2000 av. J.-C.[68],
- Le menhir de Les Buis[69],
- Bourg castral de Pampelonne (?)[70]
- Une porte dite à tort « Sarrasine », puisqu'elle est du XVIIIe siècle[71],
- Le phare du cap Camarat,
- La caserne des douanes au pied du cap Taillat[72], datant du XIXe siècle,
- Village de vacances du Merlier[73], sur le Cap Tallat Classé au titre de la Loi 1930 sur les paysages, route du phare de Camarat (1959-1965) par les architectes de l'Atelier de Montrouge en collaboration avec Louis Arretche : 35 maisons de villégiature,
- Les moulins de Paillas et de Pampelonne[74],
- Le château Volterra,
- Le château de Saint-Amé,
- et une demeure seigneuriale au centre du village[75],
- Les ruelles et les maisons du centre-ville sont très belles et très pittoresques. Plusieurs scènes de la série du Gendarme de Saint-Tropez ont été tournées sur la commune de Ramatuelle[76].
- Mémorial  des résistants des Services spéciaux de la Défense Nationale, morts pour la France.

### Patrimoine religieux
Ramatuelle possède de beaux monuments dont :
- l'église Notre-Dame (du XVIIe siècle)[77], dans un style campagnard provençal[78] ;
- la chapelle Saint-André et sa cloche de 1682[79] ;
- une chapelle Sainte-Anne[80], appelée aussi chapelle des Pénitents[81] (XVIe siècle)[82] ;
- monument aux morts[83] : conflits commémorés : guerres franco-allemandes de 1914-1918 - 1939-1945, et AFN-Algérie (1954-1962).

### Patrimoine environnemental
La commune compte de nombreuses plages dont celle, connue, de Pampelonne. Le site du cap Camarat et du cap Taillat, protégé par le conservatoire du littoral pour la richesse de sa flore est aussi sur la commune de Ramatuelle.
En collaboration avec la mairie de Ramatuelle, le conseil général du Var et le conseil régional PACA, l'observatoire marin du SIVOM du littoral des Maures est créé en 1996. Installé dans la commune voisine de Cavalaire-sur-Mer, il a pour objectif la gestion et l'observation des milieux marins et leur littoral.

### Personnalités liées à la commune
- Gérard Philipe, enterré à Ramatuelle avec son épouse et écrivain Anne Philipe.
- Henri Desbruères (1907-1995), polytechnicien, diplômé de l'Institut supérieur de l'aéronautique et de l'espace, président d'Air France, PdG de la Snecma, PdG de Bull, décédé à Ramatuelle.
- Jean-Claude Brialy, organisateur du Festival de Ramatuelle, possédait une propriété à Ramatuelle.
- Michel Boujenah, directeur artistique du Festival de Ramatuelle, depuis 2007.
- Michel Berger, décéda à Ramatuelle le 2 août 1992 à sa villa de "La Grande Baie", que son épouse France Gall conserva jusqu'à son décès le 7 janvier 2018.
- Contrairement à une légende tenace Michel Constantin (1924-2003) ne repose pas dans le petit cimetière de la commune car il a été crématisé et ses cendres ont été dispersées dans la mer[85].
- Pierre Eelsen, président d'Air Inter de 1984 à 1990, habite la commune.
- Dominique Lapierre, écrivain et journaliste, habite la commune.
- Jean-Michel Jarre, compositeur de la musique électronique, rencontra sa future femme, Charlotte Rampling, pour la première fois à Ramatuelle.
- Laurent Artufel, acteur, se maria à Ramatuelle en juillet 2015.
- Marlyse de La Grange, productrice de télévision et présentatrice, a vécu à Ramatuelle et y est inhumée.
- George Michael, chanteur, séjourna à Ramatuelle dans les années 1980.
- Juliette Gréco y a résidé de 1988 jusqu'à sa mort en 2020[86],[87]. A l'été 1985, elle a participé au premier festival de Ramatuelle[88].
- Marion Brunetto, fondatrice du groupe Requin Chagrin, a vécu à Ramatuelle jusqu'à ses 18 ans[89].

### Héraldique

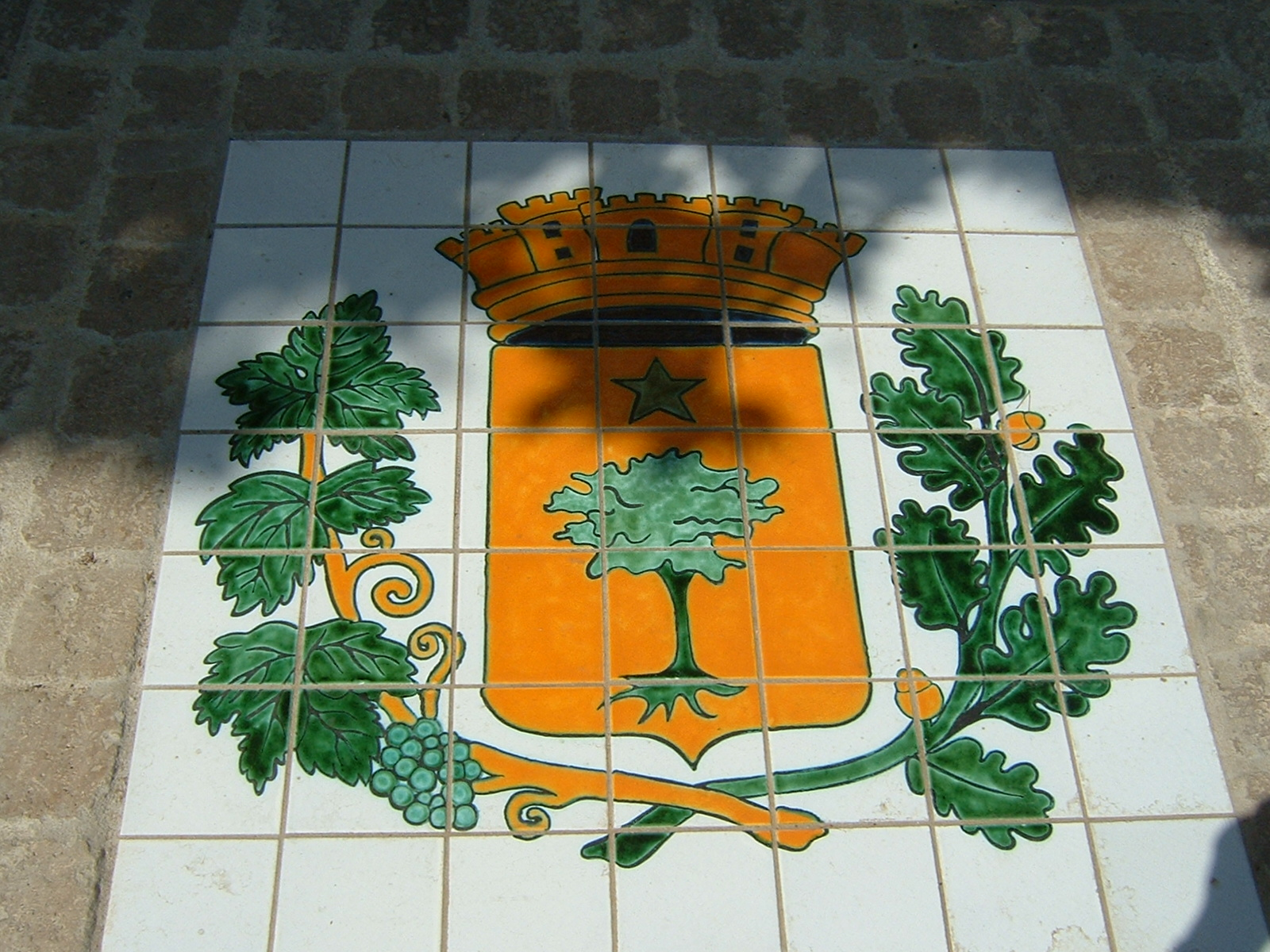
Blason de Ramatuelle.

|  | Les armoiries de Ramatuelle se blasonnent ainsi : D'or à l'arbre arraché de sinople surmonté d'une étoile du même. |